# Phoberia ingenua
Phoberia ingenua là một loài bướm đêm trong họ Erebidae.